# Бирманска звездеста костенурка
Бирманските звездести костенурки (Geochelone platynota) са вид влечуги от семейство Сухоземни костенурки (Testudinidae).
Срещат се в гористите области на централна Мианмар. Имат силно извита тъмна черупка с характерни звездовидни светли шарки. Видът е критично застрашен, заради улова му за храна.